# Eduardo Makaroff
Eduardo Makaroff est un musicien, auteur-compositeur, producteur argentin, né à Buenos Aires le 4 avril 1954. Il est un des fondateurs du trio Gotan Project, qui a amené le large univers du tango vers un mariage particulier avec la musique électronique.

## Biographie
C’est en 1990 qu’Eduardo Makaroff arrive à Paris pour entamer sa carrière française, laquelle fait suite à une carrière argentine déjà bien riche. Son premier groupe avait été fondé avec son frère, Sergio, dans les années 70 : Los hermanos Makaroff. Puis, dans les années 80, le duo "Edu y el Pollo" avec Daniel Mactas. Eduardo Makaroff a composé et interprété des musiques de films et des génériques de séries télévisées. Il a aussi présenté et produit des émissions pour la télévision et la radio.
À son arrivée à Paris, Eduardo Makaroff forme le groupe Mano a Mano, avec lequel il produit le spectacle Tango Joyeux, qui reçoit un très bon accueil en France et dans toute l’Europe. Il devient par la suite le chef d’orchestre d’un célèbre club de tango parisien, le dancing de la Coupole.
Guitariste-chanteur-auteur-compositeur (il compte plusieurs albums à son actif), il a tourné en Europe avec son groupe Tango Mano, tout en continuant à composer et à produire des musiques pour l’audiovisuel.
En 1999, Eduardo Makaroff s’associe à Christoph H. Müller et à Philippe Cohen-Solal pour explorer de nouvelles routes musicales et donner une direction différente à la musique traditionnelle de son pays d’origine : le groupe Gotan Project est né.
Eduardo Makaroff rencontre un autre Argentin à Paris, Gérard Lo Monaco, à qui il donne quelques leçons de guitare tango.
Ensemble, ils créent le label Mañana, un label voué à la création dans le tango et au développement de la musique argentine dans le monde.
En 2014, Eduardo Makaroff et Christoph H. Müller forment le groupe Plaza Francia avec Catherine Ringer. Ils publient l'album "A New Tango Song Book" suivi d'une tournée jusqu'en novembre 2015.
En 2018, Muller&Makaroff re-créent Plaza Francia Orchestra et sortent l'album éponyme avec la participation de Catherine Ringer, Lura et Maria Muliterno, ainsi que les musiciens argentins Pablo Gignoli et Sebastian Volco. Le célèbre peintre argentin Antonio Seguí conçoit un tableau qui deviendra la pochette de l'album. Ils entament une tournée (2018-2020).
En 2019, Müller & Makaroff présentent  ANTROPOCENO!, un réveil musical sur l'époque géologique actuelle : l'Anthropocène . En décembre de la même année, ils se produisent à la COP25 à Madrid et en 2021 à la COP26 à Glasgow  .

## Discographie

### Los Hermanos Makaroff
- 1974 : "El rock del Ascensor"

- 1976 : "Areglate Gorda" (Pepe Cheto)

### Edu y el Pollo
- 1984 : "Muchas cosas"
- 1984 : "Edu y el Pollo"

### Mano a Mano
- 1990 : "Tango Joyeux"
- 1994 : "Sin Peluca"

### Gotan Project
- 1999 : "Vuelvo al sur/El capitalismo foraneo (maxi 10")"
- 2000 : "Santa Maria (Maxi 10")"
- 2000 : "Triptico (Maxi 10")"
- 2001 : "La revancha del Tango"
- 2006 : "Lunatico"
- 2010 : "Tango 3.0"

### Plaza Francia
- 2014 : "A New tango Song Book"
- 2018 : "Plaza Francia Orchestra"

## Filmographie

### Musique originale
- Te amo (de Eduardo Calcagno) (1986)
- Je ne suis pas là pour être aimé (2005)
- Nordeste (de Juan Solanas) (2005)
- El gaucho (de Andrés Jarach), (2009)
- Au fil d'Ariane (2014)

#### Avec Gotan Project
- Shall We Dance - “Santa María (del buen ayre)” 2001 (http://youtu.be/4u6ycs90YIk)
- Ocean’s 12 - “El Capitalismo Foraneo” (http://vimeo.com/12067064)
- The Bourne Identity - “Época”
- The Truth about Charlie - “Época”
- Meant to Be - “Época”
- Knight & Day - “Santa María (del buen ayre)” “Santa María Pepe Braddock rmx” “Diferente”
- Lies & Alibis - "Santa María (del buen ayre)“
- Guess Who - “Queremos Paz”
- Benjamim - “Vuelvo al Sur”
- Powder Blue - “Amor Porteño"
- Tom à la ferme - "Santa María (del buen ayre)"

## Série TV

### Musique originale
- Didou/Louie

#### Avec Gotan Project
NIP/TUCK
- S05E13 - "El Capitalismo Foráneo” (http://vimeo.com/13851772)
- S03E15 - “Santa María (del buen ayre)”

CHUCK
- S01E03 - "Santa María (del buen ayre)“ (http://youtu.be/8hun4fN0R0c)

SEX AND THE CITY
- S06E20 - "Queremos Paz” (http://vimeo.com/12913039)

6 FEET UNDER
- S03E09 - “Vuelvo al Sur”

BROTHERS & SISTERS
- S04E05 - “Santa María (del buen ayre)

DANCING WITH THE STARS (2009)
- Round Eight - "Santa María (del buen ayre)
- Round Six -"Mi Confesión”
- Round Three - “Cité Tango”

SO YOU THINK YOU CAN DANCE
- USA

1. Top 12 Perform (2011) - “Tríptico”
2. Top 18 Perform (2008) - “Mi Confesión”

- CANADA

1. Top 20 (2008) - “Santa María (del buen ayre)”

- AUSTRALIA

1. Top 16 Perform (2008) - "Santa María (del buen ayre)“

## Prix
- Victoires de la musique - 2003
- BBC radio 3 awards for World Music - 2003
- BBC radio 3 awards for World Music - 2007
- Grands Prix Sacem - 2010

## Distinctions
- Chevalier des Arts et des Lettres